# Bernard Pivot
Pour l’article ayant un titre homophone, voir Bernard Pivo.
Pour les articles homonymes, voir Pivot.
Bernard Pivot est un journaliste français, écrivain, critique littéraire, animateur et producteur d'émissions culturelles télévisées, né le 5 mai 1935 à Lyon et mort le 6 mai 2024 à Neuilly-sur-Seine.
D'abord journaliste au Figaro littéraire, qu'il quitte en 1974 après avoir été rédacteur en chef, Bernard Pivot fonde le magazine Lire. Il lance à la télévision l'émission littéraire Apostrophes, qu'il présente de 1975 à 1990 et qui reste la référence en matière de culture à la télévision. Il anime ensuite l'émission Bouillon de culture de 1991 à 2001, et crée des championnats d'orthographe et des dictées qui remportent un immense succès populaire.
Bernard Pivot est élu en 2004 à l'académie Goncourt, dont il est le président de 2014 à 2019.

## Biographie

### Jeunesse et études
Claude Bernard Pivot, dit Bernard Pivot, naît le 5 mai 1935 à l'hôpital de la Croix-Rousse. Il est le fils de Charles Pivot (1909-1999), originaire de Saint-Symphorien-de-Lay, et de Marie-Louise Dumas (1912-1989), originaire de Quincié-en-Beaujolais,. Ses parents sont épiciers lyonnais et demeurent rue de Bonnel dans le 3e arrondissement. Durant la Seconde Guerre mondiale, son père est prisonnier de guerre en Allemagne. Sa mère se réfugie dans la maison familiale, à Quincié-en-Beaujolais, où Bernard est scolarisé,. De son propre aveu, il lit en particulier un dictionnaire et déclare à ce sujet : « Je n’avais qu’une vieille édition du Petit Larousse et les Fables de La Fontaine. C’est le premier livre que j’ai lu, en jouant à saute-mouton dans le livre. Je notai sur un carnet des mots qui me plaisaient et qui me paraissaient intéressants. J'allais chercher dans le Larousse des mots des Fables de La Fontaine que je ne comprenais pas ».
Au retour de son père Charles Pivot en 1945, sa famille regagne Lyon, s'installe avenue du Maréchal-Foch dans le 6e arrondissement et reprend son commerce. À l'âge de dix ans, Bernard est placé au pensionnat religieux Saint-Louis,. Il se passionne pour le sport, ce qui fait « oublier » à ses maîtres sa médiocrité dans les autres matières, à l'exception du français et de l'histoire. Élève au lycée Ampère, puis étudiant en droit à l'université de Lyon, Bernard s'inscrit ensuite à Paris au Centre de formation des journalistes (CFJ) en 1955,. Il en sort vice-major de sa promotion en 1957,.

### Carrière

#### Presse écrite
Après un stage au Progrès, à Lyon, Bernard Pivot se forme au journalisme économique pendant un an, puis entre au Figaro littéraire en 1958. En 1971, l'hebdomadaire disparaît et Bernard Pivot devient chef de service au Figaro.
Il quitte le journal en 1974 lorsque Jean d'Ormesson en devient directeur général. Jean-Louis Servan-Schreiber lui propose alors un projet de magazine, qui débouche un an plus tard sur la création de Lire.
Entre 1974 et 1977, il anime une chronique dans l'hebdomadaire Le Point. De 1992 à 2022, il est chroniqueur, d'abord humoristique puis littéraire, au Journal du dimanche,. Il utilise, pour ses chroniques gastronomiques, les noms de plume « Jean-René Savernes » et « Antoine Dulac ».

#### Radio
De 1970 à 1973, Bernard Pivot tient une chronique quotidienne mi-sérieuse, mi-comique sur Europe 1. Il travaille également pour la station RTL durant les années 1980.

#### Télévision
Bernard Pivot apparaît pour la première fois à la télévision le 1er janvier 1967, pour parler de Johnny Hallyday et de Sylvie Vartan. En 1968, il est invité par Jean Prasteau dans l'émission À la vitrine du libraire pour parler de critique littéraire.
À partir d'avril 1973, il produit et anime l'émission Ouvrez les guillemets, diffusée sur la première chaîne de l'ORTF,.

##### Apostrophes
L'année suivante, l'ORTF éclate et l'animateur lance l'émission Apostrophes sur Antenne 2, qu'il rejoint à la demande de Jacqueline Baudrier, sur les conseils d'Yves Berger, de Pierre-Jean Remy, et de Marcel Jullian, le président de la chaîne. L'émission est diffusée en direct chaque vendredi soir à 21 h 30 à partir du 10 janvier 1975. Durant 75 minutes, Pivot débat avec plusieurs invités. Il est parfois reçu par des écrivains auxquels il consacre une émission spéciale, comme Albert Cohen, Marguerite Yourcenar, Marguerite Duras, Georges Simenon et Alexandre Soljenitsyne. Apostrophes rassemble jusqu'à deux millions de téléspectateurs, stimule les ventes de livres et devient le « magazine littéraire de référence » de la télévision,,.

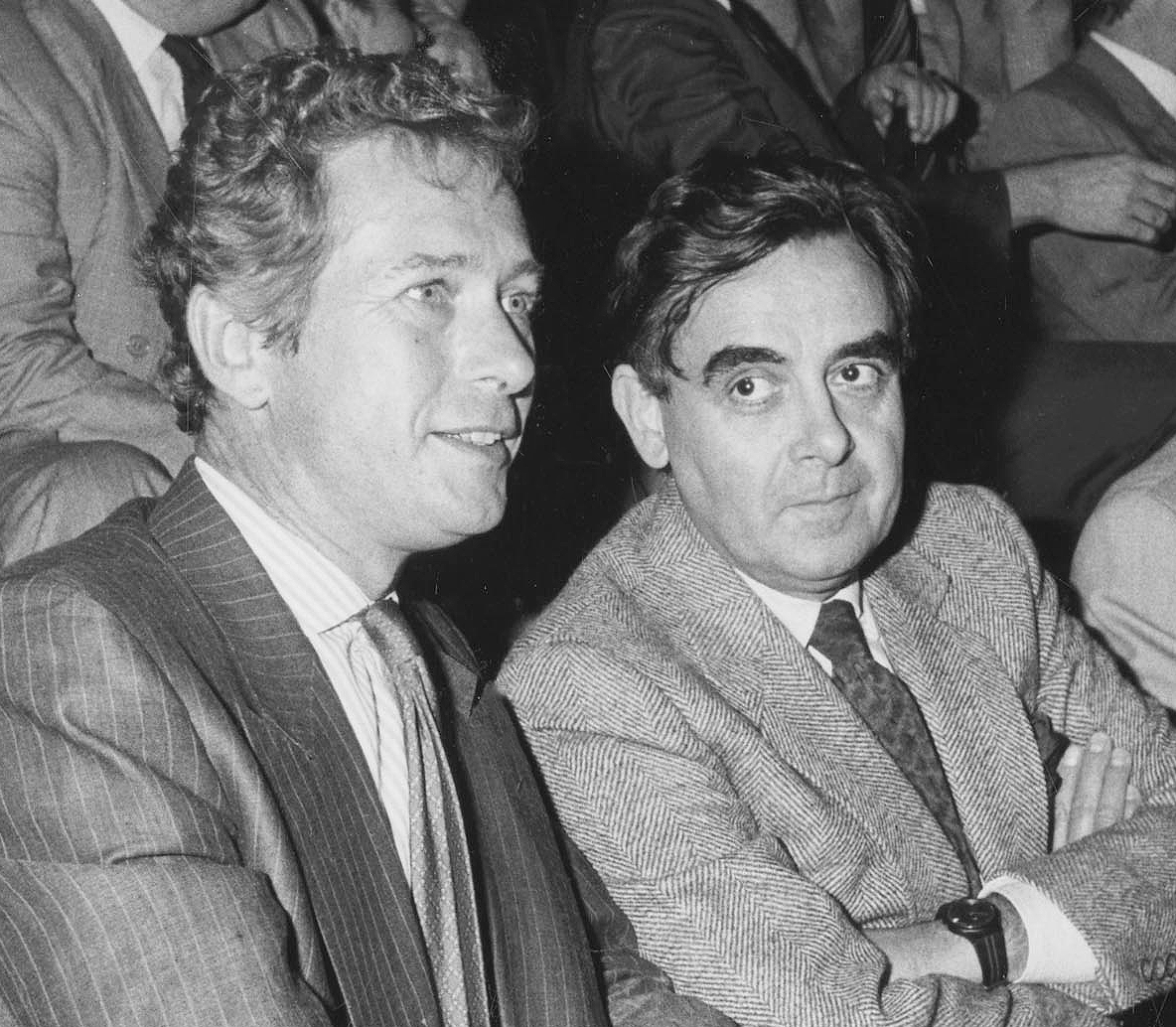
Bernard Pivot en 1986, aux côtés de son ancien collègue Dominique Baudis, devenu maire de Toulouse.

L'émission est récompensée par le 7 d'or du meilleur magazine culturel ou artistique en 1985 et 1987. Bernard Pivot reçoit lui-même le 7 d'or du meilleur animateur et du meilleur producteur de télévision en 1985, puis celui du meilleur animateur de débats en 1987. Il aura beau animer par la suite d'autres programmes culturels rencontrant du succès, c'est Apostrophes qui reste « la » référence en matière de culture à la télévision.
Après 724 numéros et la diffusion de la dernière émission d'Apostrophes le 22 juin 1990, un entretien entre Bernard Pivot et Pierre Nora paraît dans la revue Le Débat.
En décembre 2019, Bernard Pivot est critiqué pour son attitude dans l'émission Apostrophes du 2 mars 1990, lors de laquelle il interroge d'un ton badin l'écrivain Gabriel Matzneff, qu'il qualifie, au milieu de l'hilarité générale, de « professeur d'éducation sexuelle » et de « collectionneur de minettes ». Matzneff, invité pour son livre Mes amours décomposés, se vante dans ce livre de pratiques pédophiles, notamment de « sodomiser des mineurs ». Denise Bombardier, écrivaine québécoise invitée à l'émission, est alors la seule à protester et à dénoncer l’écrivain.
Après la mise en ligne par l'Ina de la vidéo de l’émission, Bernard Pivot déclare qu'à cette époque « la littérature passait avant la morale ». Face à la polémique qui enfle, il déclare quelques jours plus tard qu’il n’a pas eu les mots qu’il fallait, ajoutant : « Il m’aurait fallu beaucoup de lucidité et une grande force de caractère pour me soustraire aux dérives d’une liberté dont s’accommodaient tout autant mes confrères de la presse écrite et des radios »,,,.

##### Bouillon de culture
À partir du 17 janvier 1991, sur Antenne 2 (devenue France 2 en septembre 1992), Bernard Pivot présente Bouillon de culture, qui traite de l'actualité littéraire, mais aussi de cinéma, de théâtre, etc. Diffusée à 22 h 40, l'émission est suivie par plus d'un million de téléspectateurs. Elle est récompensée par le 7 d'or du meilleur magazine culturel en 1995. Par la suite, le programme connait une forte baisse d'audience[réf. nécessaire]. En juin 2001, son arrêt provoque l'émoi dans le monde de l'édition et des médias. Le Journal du dimanche consacre alors un numéro spécial à Bernard Pivot. En octobre 2001, soit quatre mois après son arrêt, Bouillon de culture reçoit un deuxième 7 d'or (celui de la meilleure émission culturelle).

##### Championnats d'orthographe et autres émissions
En 1985, il crée et présente les Championnats de France d'orthographe, puis les Championnats du monde d'orthographe, renommés les Dicos d'or. Il coanime l'émission avec Catherine Matausch, puis Florence Klein. La dernière édition a lieu sur France 3 en novembre 2005. Ces championnats, qui remportent un immense succès populaire, sont généralement composés de questionnaires sur la langue française et l'orthographe, suivis par une dictée (écrite par la linguiste Micheline Sommant pour les demi-finales et par Bernard Pivot pour la finale).
De janvier 2002 à décembre 2005, il s'ouvre à la rencontre d'étrangers qui ont choisi d'ajouter la culture et la langue françaises à leur culture d'origine. Cette émission, intitulée Double je, est diffusée une fois par mois sur France 2 le dimanche soir. Il y recevra notamment la reine Margrethe du Danemark, traductrice avec son mari du roman de Simone de Beauvoir Tous les hommes sont mortels.
En octobre 2008, il coanime avec Laurence Boccolini et Jean-Pierre Foucault l'émission Français, la Grande interro !, consacrée à la langue française et diffusée en première partie de soirée sur TF1.

#### Membre du jury de prix littéraires
Bernard Pivot fait partie du jury du prix Interallié. Élu en 2002, il succède à Jean Couvreur, mort l'année précédente.
En octobre 2004, il est élu à l'académie Goncourt.
En janvier 2014, l'écrivaine Edmonde Charles-Roux lui cède la présidence de l'académie. C'est en sa qualité de président de cette académie qu'il évoque dans un message posté sur le réseau social Twitter, en mars 2017 (pendant la campagne de l'élection présidentielle), le nouveau verbe « macroniser » qu'il évoque à la manière d'un mot du dictionnaire.
Le 3 décembre 2019, il annonce que, « pour retrouver un libre et plein usage de son temps, à 84 ans », il quitte l'académie Goncourt, qu'il a pacifiée, moralisée et notamment libérée de la tutelle des grands éditeurs, le 31 décembre suivant et qu'il en sera dès lors membre d'honneur.

#### Auteur
En 1959, son roman L’Amour en vogue est édité chez Calmann-Lévy.
En 2006, Plon publie son Dictionnaire amoureux du vin qui connaît un grand succès. Il est réédité en 2013 dans une version illustrée.

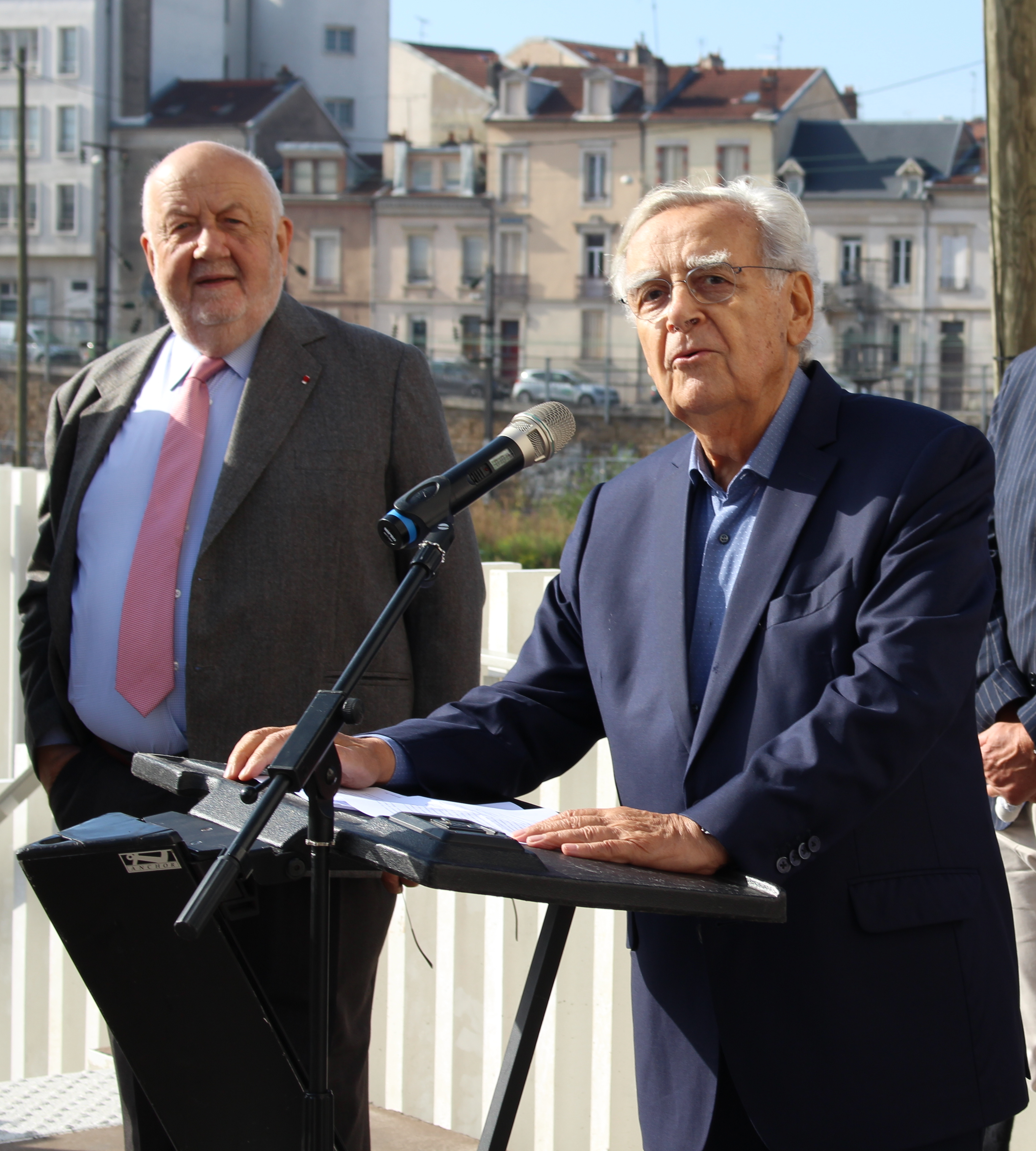
Bernard Pivot et André Rossinot lors du salon Le Livre sur la place 2018 à Nancy.

Bernard Pivot évoque son parcours dans un abécédaire biographique, Les mots de ma vie, paru chez Albin Michel en 2011,.
L'année suivante, NiL Éditions publie son autobiographie romancée, intitulée Oui, mais quelle est la question ?. Le livre met en scène le personnage d'Adam Hitch, un journaliste atteint de « questionnite »,.
À partir de 2012, avec Souvenirs d'un gratteur de têtes, puis, en 2015, Au secours ! Les mots m'ont mangé, Bernard Pivot lit sur scène les textes de ses auteurs préférés et les siens.
En 2013, Les tweets sont des chats, un recueil de ses aphorismes sur Twitter, où il compte jusqu'à 1 million de followers, paraît chez Albin Michel.
En 2018, avec sa fille Cécile Pivot, il écrit à quatre mains Lire !, où ils confrontent leurs expériences de lecteurs.

#### Autres activités
Bernard Pivot est conseiller municipal de la commune de Quincié-en-Beaujolais de 1977 à 1983.
Bernard Pivot entre au conseil de surveillance du groupe Express-Expansion en 2005. Il en assure la vice-présidence. Il est membre du conseil d'administration de la fondation du Crédit agricole - Pays de France, présidée par Yves Barsalou en 2007.
En décembre 2009, Bernard Pivot crée le Comité de défense du beaujolais, avec son ami journaliste et chroniqueur gastronomique Périco Légasse, afin de protéger un « symbole de l'identité française ». Depuis le millésime 2009, la cave de Quincié-en-Beaujolais produit la cuvée Bernard-Pivot en AOP beaujolais-villages. Le journaliste, propriétaire d'un hectare de vignes, est adhérent de la cave.
En 2015, il est le « président d'honneur » du Salon international du livre de Québec.
En 2018, il compte près d’un million d’abonnés sur le réseau de microblog Twitter, qu'il considère comme une « école de la concision ».

### Le football
Bernard Pivot est un supporter de l'équipe de football de l'Association sportive de Saint-Étienne (ASSE). Il confiait dans les années 80 : « Ma tête est un stade où courent des dizaines et des dizaines de maillots verts. Vivrai-je cent ans que ma mémoire restera verte ». Sa passion pour le football est née vers dès l’âge de 9-10 ans. Il a commencé à jouer au Football Club Saint-Louis, et a fait partie de l’équipe du lycée Ampère à Lyon. Son père lui a transmis cette passion et il confie à ce sujet : « Il aimait le sport, je me souviens avoir vu plusieurs matches de Lyon XIII ou du RC Roanne en sa compagnie. Il m’emmenait également au stade des Iris pour voir les matches du LOU, l’ancêtre de l’Olympique Lyonnais. Mais à l’époque, Lyon n’avait pas de très bons résultats, le club évoluait en deuxième division, et j’ai du me coltiner des LOU-Le Mans, LOU-Alès, etc. Heureusement, mon père m'a enseigné la route du stade Geoffroy-Guichard. On partait dans sa camionnette pour assister aux matches de l’ASSE. À l’époque les rencontres avaient lieu le dimanche après-midi. Adolescent, je me considérais à la fois comme un supporter de Lyon, ma ville natale, et de Saint-Étienne, sa rivale régionale. J’admirais surtout les joueurs stéphanois comme Rachid Mekloufi, et lorsque Saint-Etienne a entrepris la conquête de l’Europe, j’ai basculé corps et âme du côté des Verts ! ».
Salif Keita fait également partie de ses deux joueurs préférés, et son meilleur souvenir est le match retour Saint-Étienne-Kiev le 17 mars 1976,. Le football lui a également permis d'avoir une échappatoire, car avec ses deux émissions emblématiques, il est resté confiné chez lui pendant quinze ans pour lire près de quinze livres par semaine. Il publie en 1980 Le Football en vert.

### Dernières années et mort

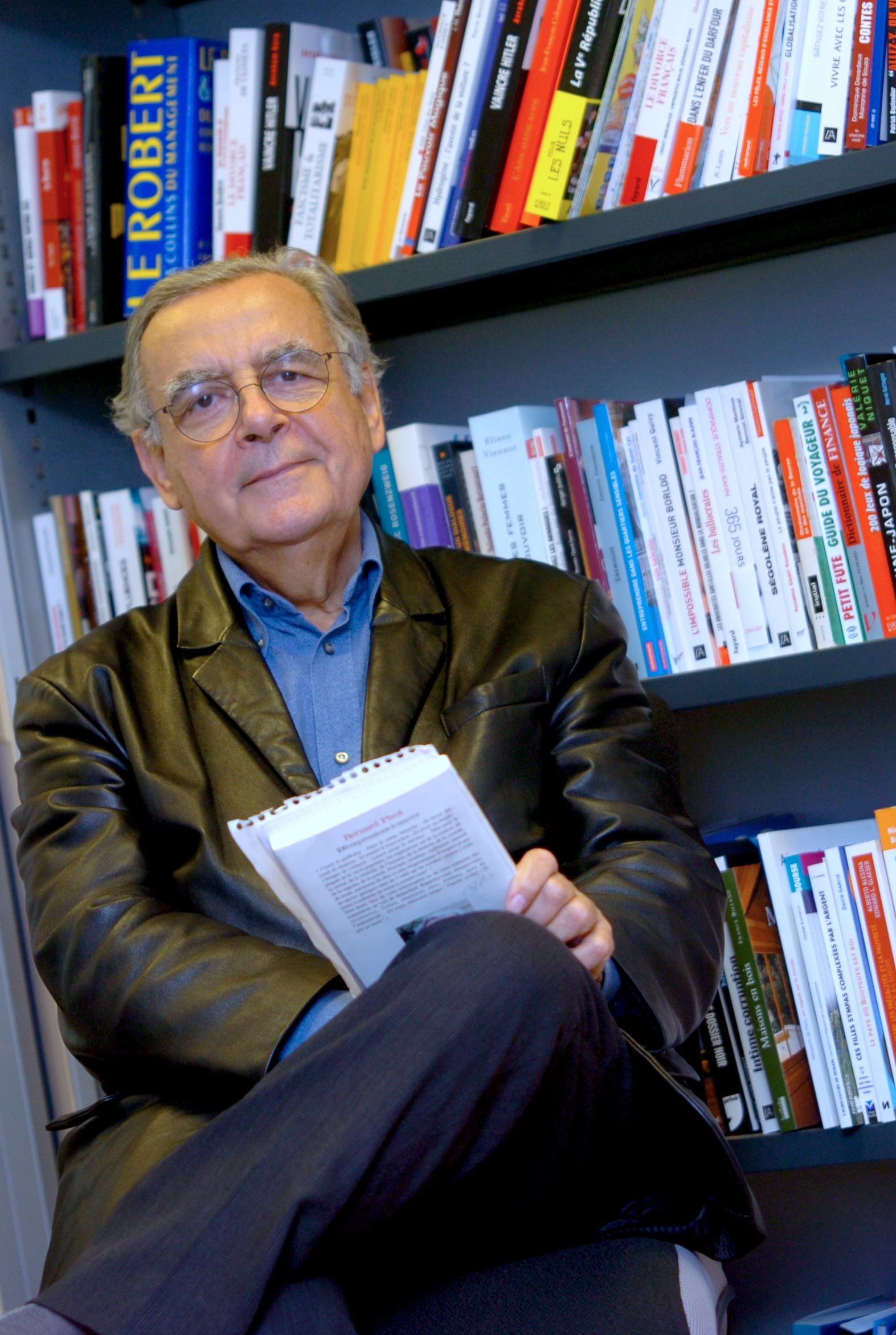
Bernard Pivot, le 20 novembre 2008 à Paris.

Lorsqu'il quitte l'académie Goncourt en 2019, Bernard Pivot déclare : « Après avoir passé mes journées à lire, j'ai envie de faire autre chose, de voyager, de voir les miens. » Selon Jérôme Béglé du Point, il était alors déjà touché par la maladie.
Le 29 janvier 2022, Le Journal du dimanche annonce que l'ancien animateur serait hospitalisé depuis plus d'un mois et qu'il serait très affaibli. Le 2 avril 2023, dans une interview qu'il donne au même journal, il annonce se retirer de la vie publique car « le mal [l]’a frappé à la tête, siège du cerveau et de la parole » et qu'il a « démissionné du Goncourt pour laisser [sa] place à un écrivain plus jeune ».
Le 6 mai 2024, après des mois de lutte contre un cancer du rectum,  Bernard Pivot meurt à Neuilly-sur-Seine, le lendemain de son 89e anniversaire.
Le 14 mai, ses obsèques se déroulent dans l'église Saint-Pierre de Quincié-en-Beaujolais, près de Lyon, où il repose dans la même tombe que ses parents.
Parmi les nombreuses personnalités qui lui rendent hommage,, Philippe Labro salue « le plus grand prof de lettres qu'on ait jamais eu » et « l'une des figures les plus importantes de la vie culturelle française depuis trente à quarante ans ».

### Vie privée
En 1955 à Paris, au Centre de formation des journalistes (CFJ), Bernard Pivot rencontre Monique Dupuis, également étudiante. Ils se marient et ont deux filles, Agnès (née en 1960) et Cécile (née en 1966),. Monique Pivot travaille pour La Vie catholique et dirige pendant plusieurs années le Gault et Millau et Modes de Paris ; elle a été aussi directrice de rédaction d'Intimités et de Nous deux,. Le couple divorce à une date inconnue.
Bernard Pivot a un frère cadet, Jean-Charles, né à Roanne vers 1940, vigneron à Quincié, et une sœur, Anne-Marie, née en 1947 également à Roanne, professeur d’allemand,.

## Jugements et critiques
L'animateur est apprécié pour ses qualités d'intervieweur, et son ton convivial et spontané. Le chroniqueur littéraire Jean-Pierre Tison estime que « sa manière si simple de poser des questions permettait [à tous les publics] de rentrer de plain-pied dans le débat. À aucun moment, le téléspectateur ne se sentait écrasé ».
À l'inverse, le philosophe Gilles Deleuze a des mots très durs pour Bernard Pivot et pour Apostrophes dans son ouvrage Pourparlers 1972-1990. Il déclare notamment que l'émission représente « l'état zéro de la critique littéraire, la littérature devenue spectacle de variétés »,.
Au lendemain de sa mort, Pierre Assouline, écrivain, journaliste et membre de l'académie Goncourt, déclare sur RTL que « Pivot, c'est un indépendant absolu. Grâce à ça, l'Académie Goncourt a pu se protéger derrière son indépendance et l'être également par rapport aux pressions ».
Dans la Tribune Dimanche du 12 mai, l'écrivain Patrick Modiano se souvient qu'« au téléphone, il m'avait donné rendez-vous au rond-point des Champs-Élysées, devant l'immeuble du journal où il travaillait en qualité de "courriériste", m'avait-il dit avec un grand éclat de rire. Et j'avais été frappé par la légèreté et l'élégance de ce mot, "courriériste", un mot qui lui ressemblait ».
Raymond Cousse publie en 1983 une critique acerbe et humoristique, Apostrophe à Pivot. Dans cet ouvrage, il dénonce la médiocrité littéraire imposée par l'industrie du livre — dont Bernard Pivot serait devenu un des relais essentiels par l'entremise de ses émissions télévisuelles : « Je vous trouve quant à moi insignifiant en général et passablement niais lorsque vous vous mettez en tête de parler littérature. Vous ne m'intéressez d'ailleurs ici qu'en tant que représentant d'un système qui écrase la création littéraire en France ».
Sur X, l'écrivain Alain Mabanckou écrit que « Bernard Pivot a été un pont gigantesque, et la littérature subit une perte immense. Il est à mes yeux un de ces médiateurs pour qui je dirais qu'en Europe aussi, un vieillard qui meurt est une bibliothèque qui brûle… ».

## Publications

### Ouvrages
- L'Amour en vogue, roman, Calmann-Lévy, 1959.
- La Vie oh là là !, chroniques, Éditions Grasset, 1966.
- Les Critiques littéraires, essai, Flammarion, 1968.
- Texte de l'album Beaujolaises, Éditions du Chêne, 1978.
- Le Football en vert, livre sur l’A.S. Saint-Étienne, Hachette-Gamma, 1980.
- Le Métier de lire, réponses à Pierre Nora, Gallimard, 1990 ; réédité et complété, coll. « Folio », 2001.
- Remontrance à la ménagère de moins de 50 ans, Plon, 1998.
- 100 mots à sauver, Albin Michel, 2004.
- Les Dictées de Bernard Pivot, Albin Michel, 2006.

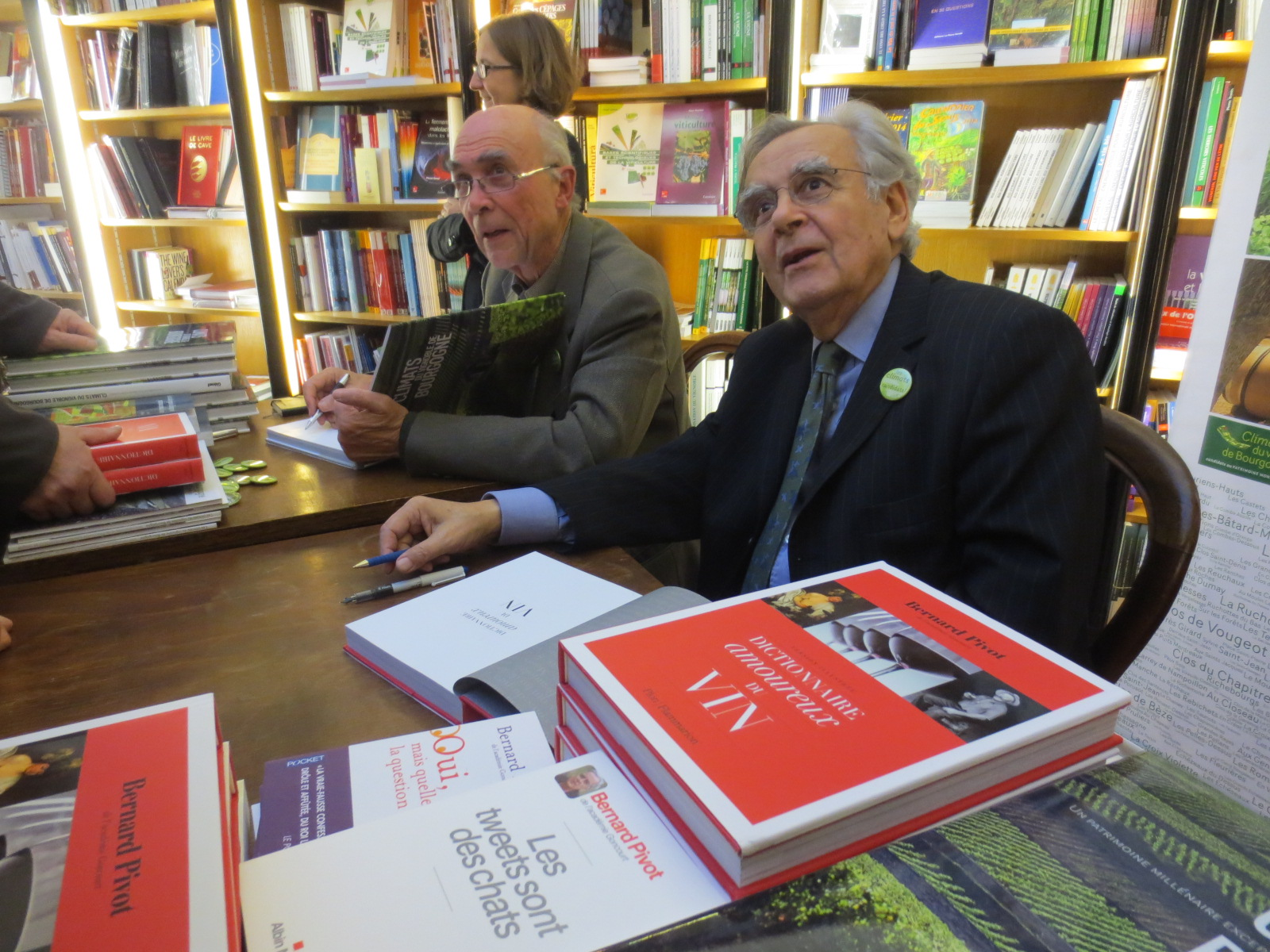
Dédicace du Dictionnaire amoureux du vin à la vente des hospices de Beaune en 2013.

- Dictionnaire amoureux du vin, Plon, 2006 ; édition illustrée, 2013. Prix des écrivains gastronomes 2014.
- 100 expressions à sauver, Albin Michel, 2008.
- Les Mots de ma vie, autobiographie, Albin Michel, 2011.
- Oui, mais quelle est la question ? (roman autobiographique), NiL Éditions, 2012.
- Les tweets sont des chats, Albin Michel, 2013.
- Au secours ! Les mots m'ont mangé, Allary Éditions, 2016.
- La mémoire n'en fait qu'à sa tête, Albin Michel, 2017.
- Lire !, avec Cécile Pivot, Flammarion, 2018.
- ... Mais la vie continue, Albin Michel, 2021.
- Amis, chers amis, Allary Éditions, 2022.

### Préfaces, présentations
- Écrire, lire et en parler. Dix années de littérature mondiale en 55 interviews publiées dans Lire (présentation), sous la direction de Pierre Boncenne, Éditions Robert Laffont, 1985.
- La Bibliothèque idéale (préface), sous la direction de Pierre Boncenne, Albin Michel, nouvelle édition, 1988.
- Le Livre de l'orthographe (présentation), 1989.
- Cuisine en famille (préface) de Georges Blanc, Albin Michel, 1999.

## Activités audiovisuelles

### Radio
- 1970-1973 : chroniqueur sur Europe 1
- Années 1980 : animateur sur RTL

### Télévision
- 1973-1974 : Ouvrez les guillemets sur la première chaîne de l'ORTF : animateur et producteur
- 1975-1990 : Apostrophes sur Antenne 2
- 1985-1987 : Championnats de France d'orthographe sur FR3
- 1988-1992 : Championnats du monde d'orthographe sur FR3 puis France 3
- 1991-2001 : Bouillon de culture sur Antenne 2 devenue France 2
- 1993-2005 : Les Dicos d'or sur France 3 : coprésentation avec Catherine Matausch puis Florence Klein
- 2002-2005 : Double je sur France 2 et TV5 Monde
- 2008 : Français : La grande interro ! sur TF1 : coanimateur avec Laurence Boccolini et Jean-Pierre Foucault

## Filmographie
Sauf indication contraire, les informations mentionnées dans cette section peuvent être confirmées par la base de données cinématographiques IMDb,  présente dans la section « Liens externes ».
Bernard Pivot est apparu dans plusieurs fictions au cinéma et à la télévision :
- 1990 : Faux et Usage de faux de Laurent Heynemann : lui-même
- 1996 : Cœur de cible (téléfilm) de Laurent Heynemann : lui-même
- 2007 : L'Âge des ténèbres de Denys Arcand : lui-même
- 2021 : Swing Rendez-vous de Gérome Barry : le bouquiniste

En 1988, il est le narrateur en « voix off » du film Mangeclous, réalisé par Moshé Mizrahi d'après le roman d'Albert Cohen.
Il double un personnage dans la version française de la série télévisée d'animation Silex and the City. L'épisode, intitulé Les Pivot-Sapiens, est diffusé pour la première fois en septembre 2013 sur Arte.

## Distinctions

### Décorations
En 1992, il refuse la Légion d'honneur et déclare : « C'est une prime à la notoriété et je n'ai pas envie de me retrouver avec mon petit ruban rouge devant des gens que j'admire et dont je sais qu'ils le mériteraient beaucoup plus que moi. Et, seconde raison, j'ai toujours pensé qu'un journaliste en activité ne doit pas l'accepter. Il se trouve que la gauche me l'a offerte, puis la droite, puis la gauche, et il me semble que si j'acceptais je serais un petit peu moins libre. » De ce fait, il ne fut jamais non plus décoré dans l'ordre des Arts et des Lettres.
- Chevalier de l'ordre du Mérite agricole[70]
- Chevalier de l'Ordre national du Québec (2001), « en reconnaissance de sa contribution au rayonnement des écrivains québécois en France »[42],[71]
- Officier de l'ordre du Canada (2008)[72]

### Récompenses
- Prix de la chronique parisienne 1966, décerné par un jury composé notamment de Philippe Bouvard et Paul Guth (il reçoit son poids en champagne)
- Prix de la critique de l'Académie française 1983[12]
- 7 d'or 1985 : meilleur producteur de télévision, meilleur animateur et meilleur magazine culturel ou artistique pour Apostrophes
- Prix Henri-Desgrange de l'Académie des sports 1987 pour ses chroniques sportives
- 7 d'or 1987 : meilleur animateur de débats et meilleur magazine culturel ou artistique pour Apostrophes
- 7 d'or 1995 : meilleur magazine culturel ou artistique pour Bouillon de culture
- Prix de la langue française 2000
- 7 d'or 2001 : meilleure émission culturelle pour Bouillon de culture
- Prix Samuel-de-Champlain 2003 de l'institut France-Canada[73]
- Prix Alphonse-Allais 2009[74]
- Prix des écrivains gastronomes 2014 du Centre méditerranéen de littérature (CML) pour son Dictionnaire amoureux du vin[33]

## Hommages

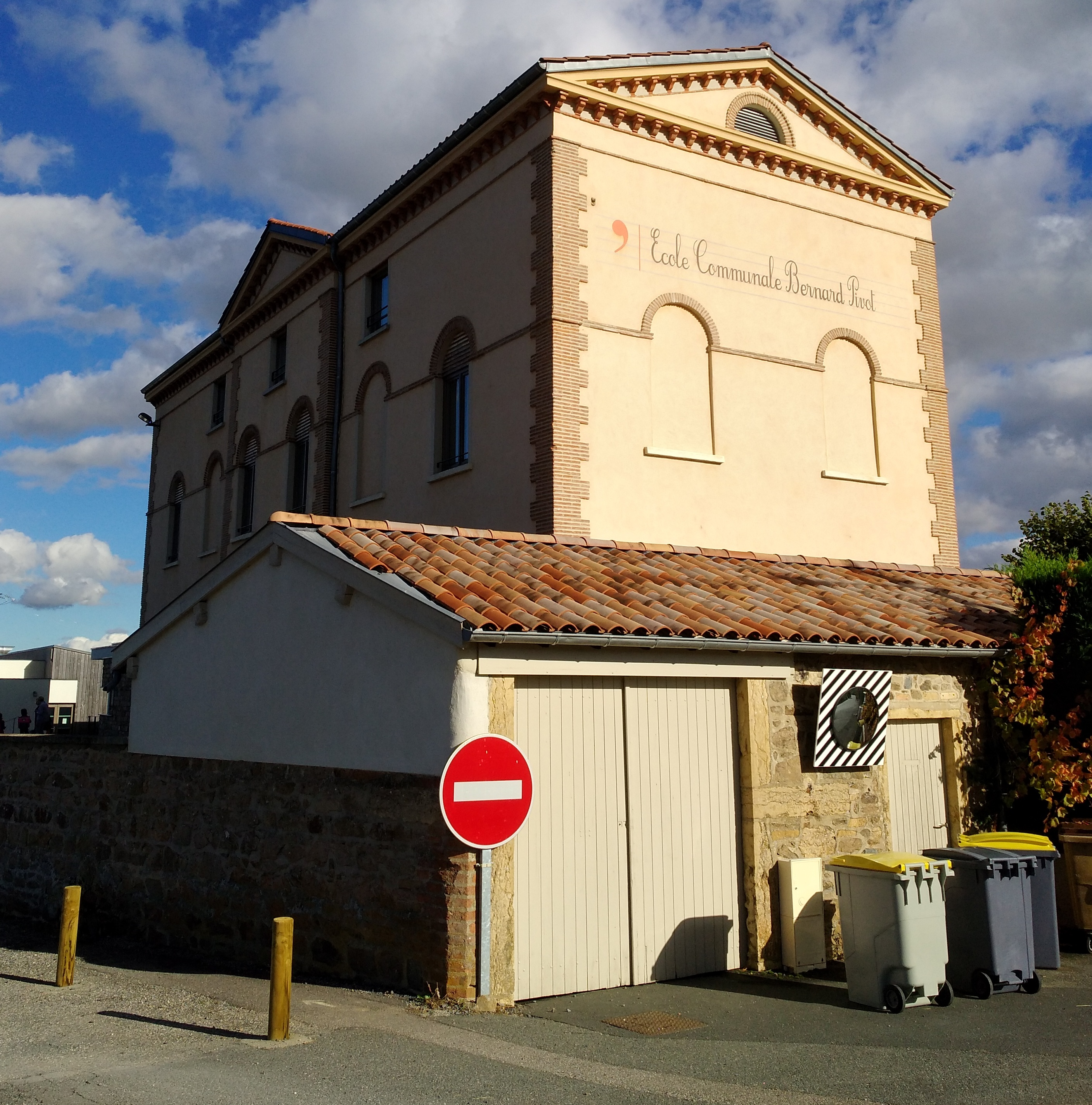
L'école communale Bernard-Pivot à Vaux-en-Beaujolais.

Bernard Pivot est le titre d’une chanson écrite, composée et interprétée par Pierre Perret et figurant dans l’album Irène, paru en 1986, où il loue l'apport culturel de ses émissions.
La bibliothèque de Quincié-en-Beaujolais, à laquelle il a fait don de nombreux livres, porte son nom depuis 1994.
En 2013, l'école communale de Vaux-en-Beaujolais est baptisée école Bernard-Pivot.
L'école de Romanèche-Thorins s'appelle école Bernard PIVOT.
Une entrée à son nom figure dans Le Petit Robert et Le Petit Larousse.
La médiathèque de Caluire-et-Cuire, près de Lyon, porte son nom depuis mai 2019.
Il est représenté, sortant d'une librairie, sur la fresque des Lyonnais, peinture murale de 800 m2 sur la façade d'un immeuble du 1er arrondissement de Lyon et représentant vingt-quatre personnages historiques et six personnages contemporains de la ville.

### Documentaire
- Bernard Pivot, les années Apostrophes de Bérengère Casanova, 2010 ; production Équipage/Institut national de l'audiovisuel ; diffusion France 5 ; présentation sur film-documentaire.fr.